# Reinhold Niebuhr
Karl Paul Reinhold Niebuhr (Wright City, Misuri, 21 de junio de 1892 - Stockbridge, 1 de junio de 1971) fue un teólogo, filósofo y politólogo estadounidense. Como politólogo está considerado uno de los principales representantes teóricos del llamado realismo político estadounidense junto con Hans Morgenthau. A él se le atribuye la plegaria de la Serenidad.

## Obras
- Leaves from the Notebook of a Tamed Cynic, Richard R. Smith pub, (1930), Westminster John Knox Press 1991 reissue.
- Moral Man and Immoral Society: A Study of Ethics and Politics, Charles Scribner's Sons (1932), Westminster John Knox Press 2002.
- Interpretation of Christian Ethics, Harper & Brothers (1935)
- Beyond Tragedy: Essays on the Christian Interpretation of Tragedy, Charles Scribner's Sons (1937).
- The Nature and Destiny of Man: A Christian Interpretation, from the Gifford Lectures, (1941), Volume one: Human Nature, Volume two: Human Destiny, 1980 Prentice Hall vol. 1. Westminster John Knox Press 1996 set of 2 vols.
- The Children of Light and the Children of Darkness, Charles Scribner's Sons (1944), Prentice Hall 1974 edition, Macmillan 1985 edition.
- Faith and History (1949).
- The Irony of American History, Charles Scribner’s Sons (1952), 1985 reprint, Simon and Schuster.
- Christian Realism and Political Problems (1953).
- The Self and the Dramas of History, Charles Scribner’s Sons (1955), University Press of America, 1988 edition.
- Love and Justice: Selections from the Shorter Writings of Reinhold Niebuhr, ed. D. B. Robertson (1957), Westminster John Knox Press 1992 reprint.
- Pious and Secular America (1958).
- The Structure of Nations and Empires (1959).
- The Essential Reinhold Niebuhr: Selected Essays and Addresses, (1987), Yale University Press.
- Remembering Reinhold Niebuhr. Letters of Reinhold & Ursula M. Niebuhr, ed. by Ursula Niebuhr (1991) Harper.